# 东阿黄河大桥
东阿黄河大桥是中国山东省一座高速公路桥梁，青兰高速公路泰安至东阿段的控制性工程，位于济南市平阴县与聊城市东阿县之间，跨越黄河，线路总长4,146（13,602英尺），其中桥梁全长3,916（12,848英尺），于2015年12月26日开工建设，工期4年。项目由山东高速集团有限公司投资，山东省公路桥梁建设有限公司承建。于2019年10月16日正式建成通车。

## 设计
大桥按照120公里/小时的双向六车道高速公路设计，标准桥梁宽度34（112英尺），设计荷载为公路-Ⅰ级，设计基准期为100年，设计洪水频率为300年一遇。自东向西由以下部分组成：
- 平阴侧接线引桥：13×30米预应力混凝土连续梁桥；
- 跨济平干渠桥：65+120+65米预应力混凝土变高连续梁桥；
- 滩内引桥：9×51+20×50米预应力混凝土连续梁桥；
- 主桥：180+430+180米双塔组合梁斜拉桥；
- 跨大堤桥：180+180米连续钢桁梁桥；
- 堤外西侧接线引桥：22×30米预应力混凝土连续梁桥；
- 东阿侧引道。[2]

## 建设历程
- 2014年2月13日，山东省发展和改革委员会以“鲁发改能交〔2014〕120号”文件批准立项；[4]
- 2014年7月16日，山东高速集团有限公司根据《交通运输部关于泰安至东阿公路建设项目核准的意见》（交规划函〔2014〕471号）批准建设的内容，对外发布该项目的勘察设计招标公告；[5]
- 2015年3月13日，中华人民共和国环境保护部批复了该项目的环境影响评价报告书；[6]
- 2015年5月，该项目获国家发展和改革委员会核准批复，由山东高速集团有限公司负责建设、经营和养护管理。经营期内，收取车辆通行费作为投资回报。经营期满后，该项目全部设施无偿移交山东省交通管理部门；[7]
- 2015年11月20日，该项目正式对外发布施工招标公告[8]，经评审，东阿黄河大桥（即项目第三合同段），由山东省公路桥梁建设有限公司以9.7865亿元人民币中标[9]。
- 2015年12月26日，大桥工程作为该项目的试验段正式开工[1]。
- 2018年12月4日，大桥两座主桥塔全部封顶[10]。
- 2019年5月24日，大桥主跨成功合龙[11]。
- 2019年10月16日，大桥正式建成通车[3]。